# Aysel Teymurzadeh
Aysel Teymurzadeh (født 25. april 1989 i Baku) er en sangerinde fra Aserbajdsjan. Hun repræsenterede Aserbajdsjan i Eurovision Song Contest 2009.